# فهرست شبکه‌های رادیویی افغانستان

## دولتی
- رادیو تلویزیون ملی افغانستان
- رادیو افغانستان
- رادیو هرات
- رادیو فراه
- رادیو کندهار
- رادیو خوست
- رادیو بلخ
- رادیو نیمروز
- رادیو سمنگان
- رادیو ننگرهار
- رادیو لغمان
- رادیو تخار
- رادیو کندوز
- رادیو پکتیا (رادیو گردیز)
- رادیو غزنی
- رادیو هلمند
- رادیو کنر
- رادیو فاریاب
- رادیو غور
- رادیو بادغیس
- رادیو بدخشان
- رادیو بغلان
- رادیو پکتیکا
- رادیو زابل

## خصوصی
- رادیو آوا هرات

× رادیو باران هرات  
. رادیو  ندا  ( هزاره گی ) روی موج 90.09 اف ام 
- رادیو کلید هرات
- رادیو صبح بخیر افغانستان
- آریانا اف ام
- رادیو سحر
- رادیو ندای صلح
- رادیوصدای دوست نیمروز
- رادیو صدای زن افغان
- رادیو صدای عدالت
- رادیو سلام وطندار
- رادیو آزاد افغان
- شرق رادیو
- رادیو صلح پیغام
- رادیو جبل السراج
- رادیو شورای قره باغ
- رادیو بامیان
- ملی پیغام رادیو
- رادیو آمو
- رادیو ارتباط
- رادیو غزنویان
- رادیو معرفت غزنی
- رادیو "ازما" 90 اف ام در ولایت بامیان
- رادیو نیلی دایکندی
- رادیو امام صاحب
- رادیو استقلال
- رادیو جاغوری
- رادیو ندای صبح
- رادیو نوبهار
- رادیو پکتیکا غږ
- رادیو قویاش
- رادیو رابعه بلخی
- رادیو سباوون
- رادیو صدای صلح (کاپیسا)
- رادیو صدای صلح (پروان)
- رادیو شړن
- رادیو سپین غر
- رادیو تخارستان
- رادیو تراج میر
- رادیو وطندار
- رادیو یوه والی غږ
- رادیو ظفر
- رادیو زهره
- رادیو آیینه
- رادیو حنظله بادغیس
- رادیو فریاد هرات
- رادیو طنین شیندند
- رادیو نشاط فراه
- رادیو قرآن کریم هرات
- راديو همصدا فراه

## سایر رادیوها
- رادیو راه فردا
- رادیو شریعت رادیوی غیر رسمی و غیرقانونی مربوط به گروه طالبان
- رادیو مژده در هرات باستان
- رادیو نوا در هرات باستان
- رادیو کلید در هرات باستان
- رادیو سحر در هرات باستان
- رادیو میهن و رادیو آسیا نیز به زودی آغاز به کار میکنند
- رادیو جهـــان کابل
- رادیو درمان آقچه